# Droga wojewódzka nr 428
Droga wojewódzka nr 428 (DW428) – droga wojewódzka o długości 6 km, leżąca na obszarze województwa opolskiego, powiatu opolskiego. 

## Miejscowości leżące przy trasie DW428
- Dąbrówka Górna (DW415, DK45)
- Prószków (DW414)